# Adam Baldwin
Adam Baldwin (sinh ngày 27 tháng 2 năm 1962) là một diễn viên Mỹ. Anh nổi tiếng với vai Animal Mother trong phim Full Metal Jacket của Stanley Kubrick, vai Ricky Linderman trong My Bodyguard, Knowle Rohrer trong The X-Files và Marcus Hamilton trong loạt phim Angel của Joss Whedon. Anh để lại dấu ấn nhờ vai Jayne Cobb trong loạt phim Firefly và phim Serenity. Anh không có quan hệ họ hàng gì với tứ quái diễn viên nhà Baldwin.

## Phim sử
- My Bodyguard (1980)
- Ordinary People (1980)
- D.C. Cab (1983)
- Reckless (1984)
- Poison Ivy (1985)
- Full Metal Jacket (1987)
- The Chocolate War (1988)
- Cohen and Tate (1989)
- Next of Kin (1989)
- Predator 2 (1990)
- Radio Flyer (1992)
- Deadbolt (1992)
- Where the Day Takes You (1992)
- Wyatt Earp (1994)
- Trade Off (1995)
- Independence Day (1996)
- Smoke Jumpers (1996)
- The Patriot (2000)
- Double Bang (2001)
- Jackpot (2001)
- Control Factor (2002)
- Evil Eyes (2004)
- The Poseidon Adventure (2005)
- Serenity (2005)
- Sands of Oblivion (2007)
- Drillbit Taylor (2008)
- Gospel Hill (2008)

## Truyền hình/lồng tiếng
- The Outer Limits (1998) (Major James Bowen)
- From the Earth to the Moon: Episode 9: Miles and Miles (1998)
- Bones
- The Inside
- Firefly (2002-2003) (Jayne Cobb)
- Jackie Chan Adventures (Finn)
- Angel (Marcus Hamilton)
- The X-Files (Knowle Rohrer/Supersoldier)
- Men in Black: The Series
- Justice League Unlimited
- Day Break (2006-2007)
- Stargate SG-1 (Col. Dave Dixon)
- NCIS
- VR5
- Chuck (NSA Agent John Casey)
- Superman: Doomsday
- Halo 3
- Half-Life 2: Episode Two
- The Cape (Col. Jack Riles)
- JAG (Tv series) "Good Intentions" - Michael Rainer (2004)
- CSI: NY "Hostage" - Brett Dunbar (2008)
- CSI: Miami "Dead Woman Walking" - De Soto, Radiation Man #1 (2003)